# Bixente Serrano Izko
Bixente Serrano Izko   (Saratsa, 22 de gener de 1948 - Pamplona, 4 de juny de 2020) fou un historiador navarrès. Durant els darrers anys del franquisme milità a ETA, fou detingut i empresonat a Segòvia. El 5 d'abril de 1976 fou un dels organitzadors de la massiva fuga de Segòvia (24 militants d'ETA i cinc catalans del FRAP, FAC, MIL i PCE), tot i que fou capturat poc després amb el gruix del grup. Posteriorment milità a ETA pm, i quan aquesta deixà la lluita armada, formà part d'Euskadiko Ezkerra, de la que en fou secretari general a Navarra. Quan EE s'integrà en el PSE-EE, abandonà la política i treballà com a professor d'història en euskera a un institut d'ensenyament mitjà de Pamplona, publicant llibres i escrivint articles sobre història al diari Egunkaria. Posteriorment va ser candidat al Senat d'Espanya per Nafarroa Bai a les eleccions generals espanyoles de 2004 i 2008.

## Obres
- Navarra-Euskadi, un debate popular que urge (1981)
- Onkoteak (1987) narracions
- Nafarroa, historiaren hariak (2005) versió en castellà Navarra, las tramas de la historia.